# 永㥣
永㥣（1729年2月5日—1790年3月28日，雍正七年正月初八日未時—乾隆五十五年二月十三日辰時），愛新覺羅氏，字嵩山、鸞山、號神清室居士，清朝宗室、追封礼亲王。康修親王崇安之子。

## 生平
乾隆十四年十二月（1749年），考封二等鎭國將軍。五十五年（1790年）二月十三日薨，年六十二歲。嘉慶二十一年（1816年）閏六月，追封禮親王。
善於書法，与镶红旗宗室敦誠时有诗歌往来。

## 著作
- 《神清室诗钞》

## 家族
- 父：康修親王崇安
- 母：側福晉伊爾根覺羅氏[1]
- 胞兄：禮恭親王永恩。
- 妻妾：[1]
  - 追封嫡福晉：納喇氏，永福之女，納蘭明珠曾孙女
  - 繼妻：完顏氏
  - 妾：劉氏
  - 妾：全氏
  - 妾：程氏
- 子：[1]

1. 禮安親王麟趾，母妾劉氏
2. 茂恂，母妾程氏
3. 茂績，母妾劉氏
4. 茂政，母妾程氏